# Calvaire de Guiscriff
Le calvaire de Guiscriff est situé  au bourg de la commune de  Guiscriff dans le Morbihan.

## Historique
Le calvaire de Guiscriff (sauf la croix moderne) fait l’objet d’une inscription au titre des monuments historiques depuis le 17 avril 1931.